# 国際貿易大臣
国際貿易大臣（こくさいぼうえきだいじん、英語: Secretary of State for International Trade）は、イギリスに存在していた閣僚ポスト。担当官庁は国際貿易省であり、職務はイギリスを代表して外国との国際貿易協定交渉を行うことである。
2016年6月23日に行われたイギリスの欧州連合離脱是非を問う国民投票で離脱支持側が51.89%で勝利し、欧州連合からの離脱が決定したため、新しい貿易協定を締結する必要が生じた。その結果、首相テリーザ・メイは2016年7月13日に就任した直後に国際貿易大臣の職を創設した。
初代国際貿易大臣は2016年7月13日に任命された元国防大臣リアム・フォックスであり、以降は通商委員会議長を兼任する。2023年2月7日には、ビジネス・貿易担当大臣の設置に伴い、廃止された。

## 歴代大臣
政党別色分け

      保守党
| 名前                            | 名前                       | 肖像 | 在任          | 在任          | 政党   | 内閣 | 内閣                            |
| ------------------------------- | -------------------------- | ---- | ------------- | ------------- | ------ | ---- | ------------------------------- |
|                                 | リアム・フォックス         |      | 2016年7月13日 | 2019年7月24日 | 保守党 |      | 第1次メイ内閣                   |
| 第2次メイ内閣                   | リアム・フォックス         |      | 2016年7月13日 | 2019年7月24日 | 保守党 |      |                                 |
|                                 | リズ・トラス               |      | 2019年7月24日 | 2021年9月15日 | 保守党 |      | 第1次ジョンソン内閣             |
| 第2次ジョンソン内閣             | リズ・トラス               |      | 2019年7月24日 | 2021年9月15日 | 保守党 |      |                                 |
| 第2次ジョンソン内閣 (第1次改造) | リズ・トラス               |      | 2019年7月24日 | 2021年9月15日 | 保守党 |      |                                 |
|                                 | アン＝マリー・トレベリアン |      | 2021年9月15日 | 2022年9月6日  | 保守党 |      | 第2次ジョンソン内閣 (第2次改造) |
|                                 | ケミ・ベーデノック         |      | 2022年9月6日  | 2023年2月7日  | 保守党 |      | トラス内閣                      |
| スナク内閣                      | ケミ・ベーデノック         |      | 2022年9月6日  | 2023年2月7日  | 保守党 |      |                                 |